# Seitelschlag
Seitelschlag ist eine Ortschaft in der Marktgemeinde Ulrichsberg im Bezirk Rohrbach in Oberösterreich.

## Geografie

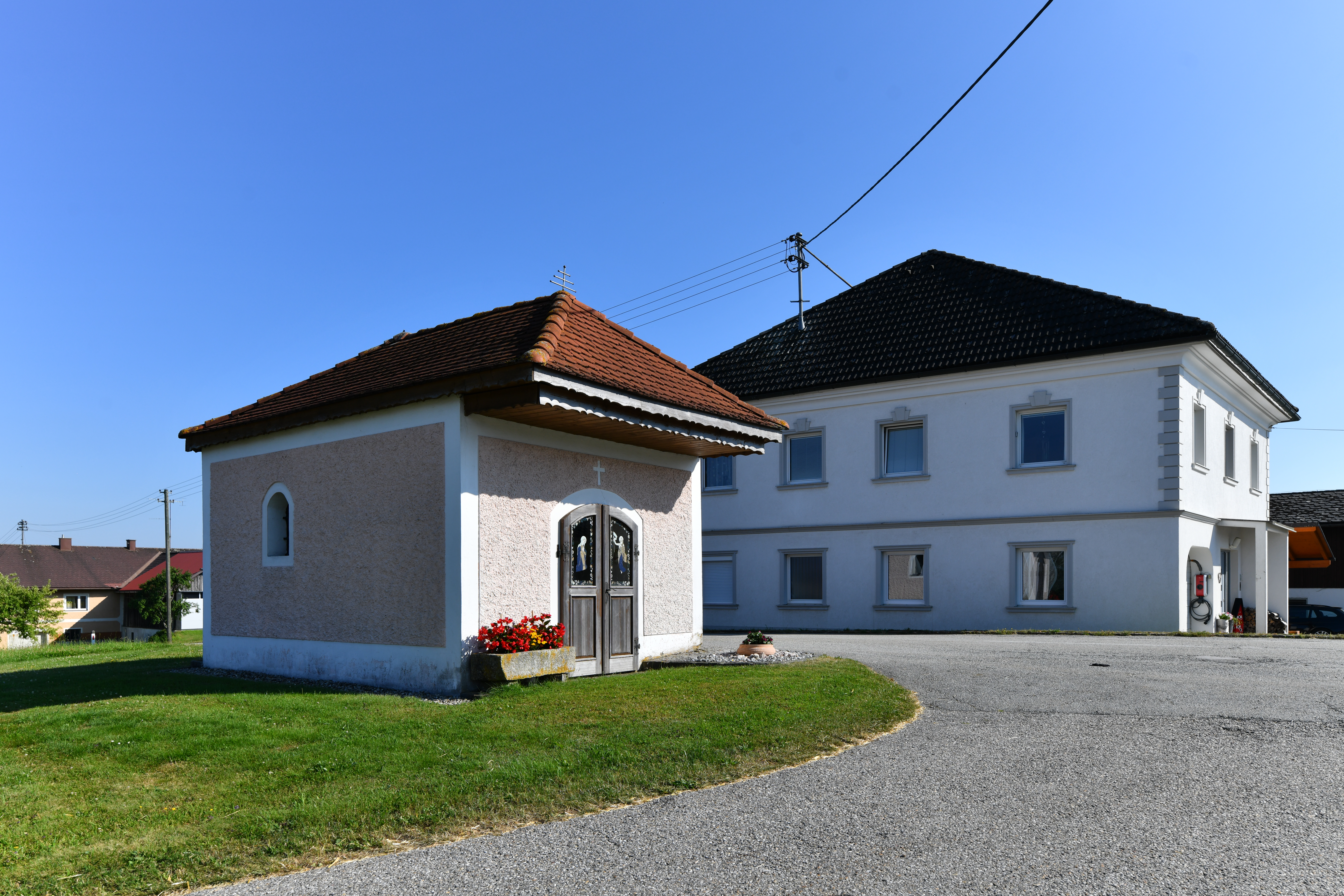
Seitelschlag bei der Dorfkapelle

Das Dorf befindet sich im Westen der Gemeinde und ist über die Landesstraße L1557, die Seitelschlager Straße, erreichbar, die im Süden am Ort vorbeiführt. Die Ortschaft einschließlich der Einzelsiedlungen Gmuihäuseln und Waid umfasst 50 Adressen (Stand: 1. April 2020). Seitelschlag zählt zur Katastralgemeinde Berdetschlag. Die Ortschaft liegt im Einzugsgebiet des Bernbachs und der Großen Mühl. Sie ist Teil der 22.302 Hektar großen Important Bird Area Böhmerwald und Mühltal. Östlich des Dorfs, an der Großen Mühl, erstreckt sich das 23 Hektar große Naturschutzgebiet Torfau. Bei Seitelschlag gibt es eine hohe Dichte an Wiesenböschungen und Rainen, die die Kulturlandschaft strukturieren.

## Geschichte
Bis ins 15. Jahrhundert war das Gebiet kaum besiedelt und wurde als Waldl bezeichnet. Der Ortsname, der als Seidleinschlag oder Im Seidlein überliefert ist, besagt, dass der Ort durch Holzeinschlag entstand, der von einem Seifried oder Siegfried geleitet wurde. Der Ort wurde unter Ausnutzung eines Freiheitsbriefes aus dem Jahr 1459 gegründet, mittels dem Andreas, Propst des Stifts Schlägl, den Dorfleuten zugestand, hier gegen Reichung des Forstgeldes das Holz zu nutzen und dadurch Wiesen und Weiden anzulegen.
In den Jahren 1552 bis 1555 klagte die Dorfgemeinde gegen Propst Georg (Stift Schlägl), weil er die Entgelte für die Nutzung des Holzes und die Viehweiden empfindlich anhob und zuvor frei nutzbare Flächen einzäunen ließ. Die Akten des Gerichtsverfahrens geben bis heute Einblick in die bäuerlichen Lebensrealitäten. Auch in der zweiten Instanz wurde der Dorfgemeinde bestätigt, dass die früher frei nutzbaren Flächen weiterhin genutzt werden können.

## Kultur und Sehenswürdigkeiten

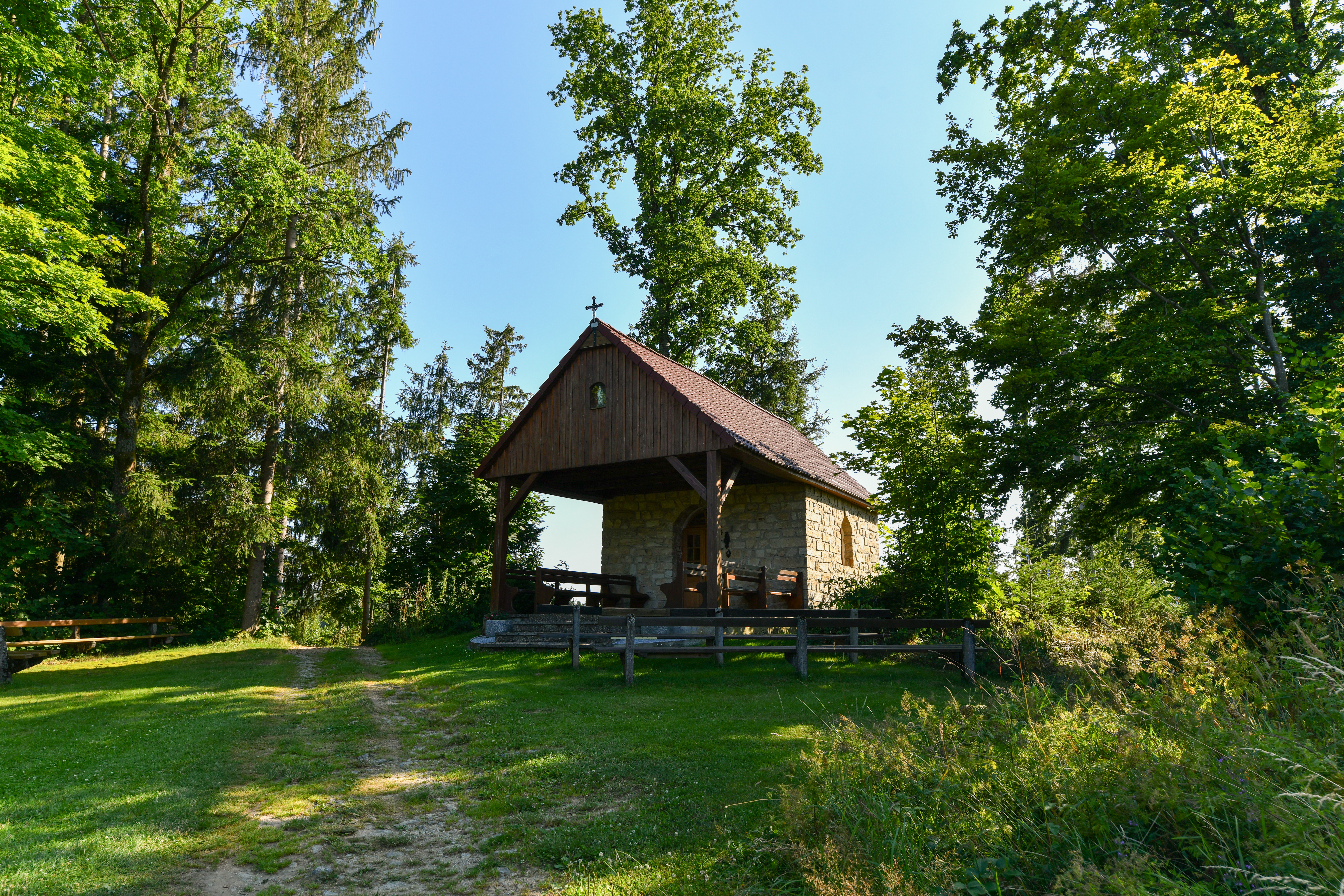
Fatima-Kapelle

Die Dorfkapelle von Seitelschlag ist eine in der zweiten Hälfte des 19. Jahrhunderts erbaute Giebelkapelle. Im Inneren gibt es ein Marienbildnis aus dem 18. Jahrhundert, das nach 1945 aus Stift Schlägl hierher gebracht worden sein soll und 1980 restauriert wurde. Die Fatima-Kapelle auf der Anhöhe Scheibenhöhe wurde 1957 errichtet. Sie ist im Sommer das Ziel von Wallfahrten. Der alte Vierseithof Seitelschlag Nr. 5 weist innen ein Kappengewölbe auf. Eine Tabernakelsäule im Ort ist mit der Jahreszahl 1590 beschriftet.
Die Seitelschläger Genossenschaftsmühle wurde im Jahr 1882 in Betrieb genommen und gehörte damals 23 Hausbesitzern von Seitelschlag. Wegen der großen Anzahl der Genossenschafter war es nötig, die Mahlzeiten der einzelnen Mitglieder genau zu regeln. Es war untersagt, für Verwandte oder befreundete Familien zu mahlen. Die Mühle mit unterschlächtigem Wasserrad war bis zu den 1950er-Jahren voll in Betrieb.
Der 11,1 km lange Rundwanderweg Böhmerwaldblickweg und der 11 km lange Rundwanderweg Torfaurunde führen durch die Siedlung. Südlich von Seitelschlag befindet sich der Böhmerwaldpark, ein Golfplatz mit angeschlossenem Freizeitpark, wo Minigolf, Boccia, Bogenschießen und Slacklining betrieben werden können.